# 더럼 대성당
더럼 대성당(영어: Durham Cathedral)은 잉글랜드 더럼주 더럼에 있는 대성당이다. 정식명칭은 그리스도, 마리아와 더럼의 성 커스버트의 대성당 교회(The Cathedral Church of Christ, Blessed Mary the Virgin and St Cuthbert of Durham)이다. 성 커스버트의 성지가 위치한 곳이기도 하며, 성공회 더럼 주교의 관할이다. 1093년부터 짓기 시작하여 1133년에 완공되었다.